# Acanthopriapulus horridus
Genre
Espèce
Acanthopriapulus horridus est une espèce de vers marins de l'embranchement des Priapulida de l'océan Antarctique.